# Marvin Baudry
Marvin Baudry (Reims, 1990. január 26. –)  francia születésű kongói válogatott labdarúgó, az Amiens játékosa.
A kongói válogatott tagjaként részt vesz a 2015-ös afrikai nemzetek kupáján.